# Huawei EMUI
Huawei EMUI, o simplemente EMUI, es una interfaz de usuario para teléfonos inteligentes para el sistema operativo Android desarrollado por Huawei para su propio uso. Esta interfaz es usada por teléfonos inteligentes y tabletas de la marca Huawei, también utilizan su sistema operativo

## Historia
El 30 de julio de 2012, Huawei presentó Emotion UI 1.0, basado en Android 4.0. Cuenta con una aplicación de asistente de voz (sólo en chino), pantallas de inicio personalizables y cambio de temas. La compañía publicó los archivos de instalación para el Ascend P1 a través de su sitio web. La empresa afirma que es "probablemente el sistema más emocional del mundo".
El 4 de septiembre de 2014, la compañía anunció Emotion UI 3.0, junto con Ascend Mate 7 en el evento previo a IFA en Berlín. Desde entonces la interfaz de usuario se llama "EMUI" en lugar de "Emotion UI". En China continental, el lanzamiento presenta la tienda de aplicaciones Huawei AppGallery ; los mercados internacionales continuaron utilizando Google Play.
A finales de 2015, Huawei presentó EMUI 4.0, basado en Android Marshmallow. En 2016, se presentó EMUI 5.0, basado en Android Nougat. En 2017, Huawei presentó EMUI 8.0, basado en Android Oreo ; a partir de este lanzamiento, el número de versión ahora estaría alineado con el de la versión de Android de la que se deriva.
Huawei presentó EMUI 9.0, basado en Android Pie, en IFA en 2018. Huawei declaró que el objetivo del lanzamiento era hacer que EMUI fuera más "simple", "agradable" y consistente; incluyó varios ajustes de usabilidad, menús de configuración reorganizados, modo oscuro, navegación por gestos y GPU Turbo 2.0. A partir de EMUI 9.0.1, los nuevos dispositivos Huawei se entregan con el sistema de archivos EROFS de la compañía para sus particiones del sistema, que está diseñado para un mayor rendimiento en configuraciones de solo lectura en dispositivos con recursos limitados. En julio de 2019, Huawei lanzó EMUI 9.1 
EMUI 10, basado en Android 10, se anunció el 9 de agosto de 2019 en la Conferencia de desarrolladores de Huawei. Cuenta con una interfaz actualizada con encabezados más grandes estilo "revista", nuevas animaciones, acentos de color inspirados en el pintor Giorgio Morandi y soporte para el modo oscuro en todo el sistema de Android 10. A principios de 2020, debido a las sanciones de Estados Unidos contra Huawei (que prohíben a las empresas con sede en Estados Unidos hacer negocios con la empresa), los nuevos teléfonos inteligentes EMUI vendidos internacionalmente (comenzando con el Mate 30 ) ya no estaban certificados por Google, no incluían soporte para Google Mobile Services (GMS), incluido Google Play, y se comercializaron como ejecutando EMUI sin ninguna referencia a la marca registrada Android. Estos dispositivos introdujeron AppGallery y Huawei Mobile Services en los mercados internacionales como una alternativa al software proporcionado por Google.
En 2020, junto con el P40, Huawei anunció EMUI 10.1, que agrega soporte para múltiples ventanas y las nuevas aplicaciones propias Celia y MeeTime. Huawei anunció actualizaciones para algunos de sus dispositivos existentes en junio de 2020. En septiembre de 2020, Huawei anunció públicamente la compatibilidad con HarmonyOS 2.0 con la rama de código base OpenHarmony L3-L5 para dispositivos teléfonos inteligentes actualizados con EMUI 11 a medida que la compañía avanza hacia el desarrollo de HarmonyOS. En diciembre de 2020, Huawei lanzó la versión beta de HarmonyOS 2.0 para P30, P40 y P50, que itera a partir de EMUI 10.
A partir de octubre de 2021, Huawei planeó lanzar un puente de actualización a EMUI 12 para los modelos de teléfonos inteligentes Huawei más antiguos gradualmente en la primera mitad de 2022 en los mercados globales, mientras que HarmonyOS 2 se lanzó en los mercados nacionales, preparando así al sucesor de EMUI, HarmonyOS, para los mercados globales en los siguientes años.
EMUI 12 (2022) fue la primera versión de EMUI basada en HarmonyOS 2 con una variante diluida de la rama central OpenHarmony 2.1.0 [L3-L5] sobre la base de AOSP que presentaba su propio intercambio de archivos distribuido llamado Sistema de archivos distribuido que se adaptaba a los dispositivos inteligentes con tecnología HarmonyOS con televisores inteligentes, parlantes inteligentes y otros tipos de dispositivos que se crearon a partir del Sistema de archivos distribuido nativo (HDFS) de HarmonyOS  y podían ejecutar aplicaciones nativas del paquete HarmonyOS Ability. EMUI 12 admitió Carpetas Grandes que agrupaban aplicaciones similares en una carpeta grande y nombraban la carpeta para una mejor administración y descubrimiento organizado de las aplicaciones.
La diferencia entre ejecutar aplicaciones basadas en .app en EMUI 12 y HarmonyOS era que EMUI 12 no admitía servicios atómicos ni fragmentos de aplicaciones en forma de widgets basados en tarjetas visuales interactivas. EMUI 12 tampoco era compatible con el Visor de tareas multidispositivo de HarmonyOS y ofrecía una experiencia de usuario de Superdispositivo diluida a través de Device+. La actualización de EMUI 12 para versiones globales anteriores de los teléfonos inteligentes Huawei se basó en Android 10.
El 20 de octubre de 2022, Huawei presentó EMUI 13 en su sitio web oficial. Heredó las principales características presentadas con HarmonyOS 3, como widgets que se pueden apilar uno encima del otro o carpetas que se pueden redimensionar como los widgets de Android.

## Historial de versiones
| Versión   | Versión de Android        | Año de lanzamiento | Último lanzamiento estable |
| --------- | ------------------------- | ------------------ | -------------------------- |
| EMUI 3.x  | Android 4.4 - 5.1         | 2014               | 3.1                        |
| EMUI 4.x  | Android Marshmallow (6.0) | 2015               | 4.1                        |
| EMUI 5.x  | Android Nougat (7.x)      | 2016               | 5.1                        |
| EMUI 8.x  | Android Oreo (8.x)        | 2017               | 8.2                        |
| EMUI 9.x  | Android Pie (9.0)         | 2018               | 9.1                        |
| EMUI 10.x | Android 10 (10.0)         | 2019               | 10.1                       |
| EMUI 11.x | Android 10 (10.0)         | 2020               | 11.0-                      |
| EMUI 12.x | Android 11 (12.0)         | 2022               | 12.0                       |

1. ↑  EMUI 8.0 se lanzó omitiendo EMUI 6.0 y 7.0 para coincidir con la versión de Android.[25]

|  |